# Pałac Buen Retiro

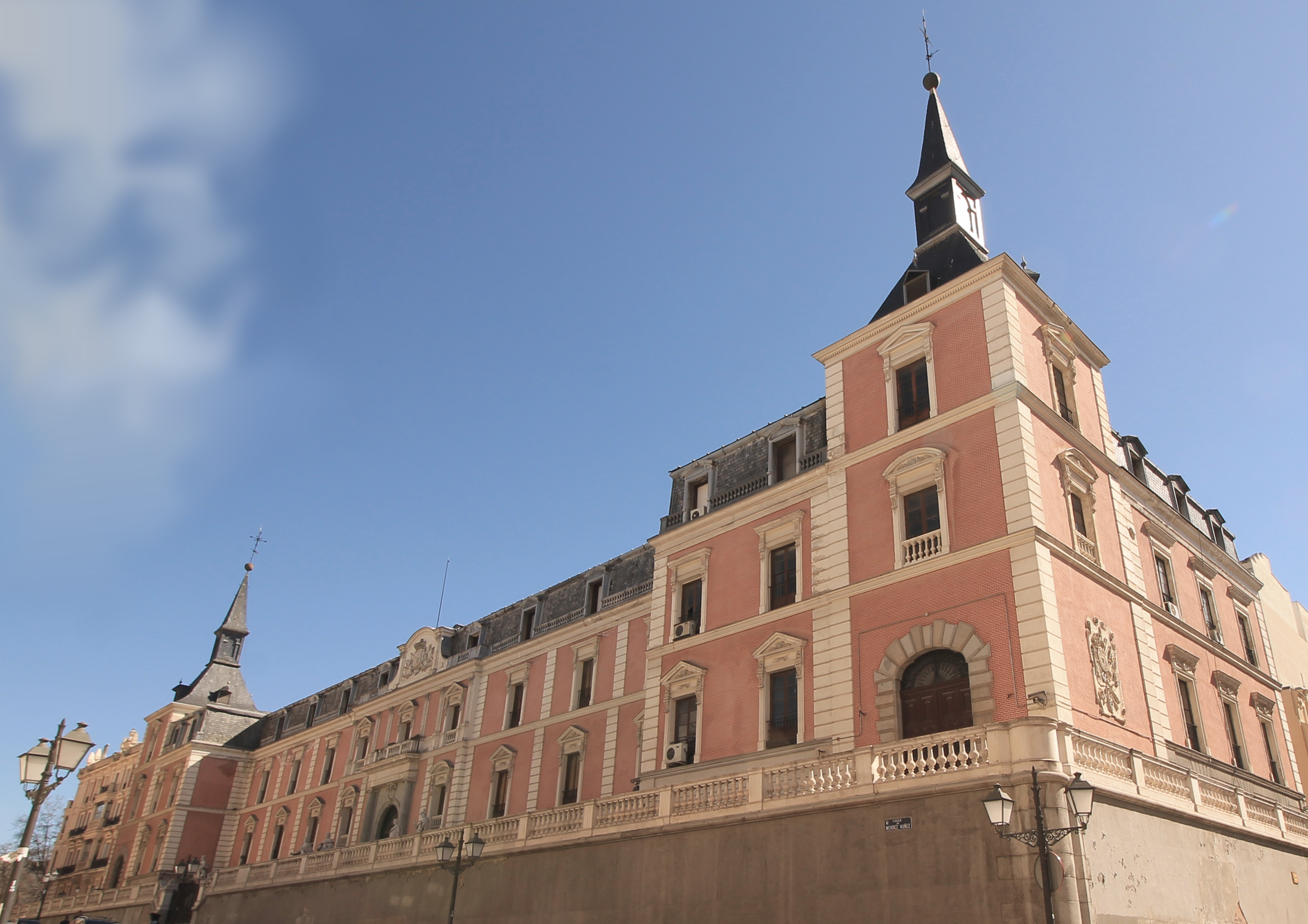
Salón de Reinos

Pałac Buen Retiro (hiszp. Palacio del Buen Retiro, Pałac Dobrego Odosobnienia) – kompleks pałacowy wzniesiony na polecenie Filipa IV jako druga rezydencja w mieście i miejsce rekreacji (stąd nazwa). Poważnie zniszczony w wojnie o niepodległość, dlatego Ferdynand VII zdecydował się na jego rozbiórkę. Z pałacu pozostały dwa budynki: Casón del Buen Retiro i Salón de Reinos. Najbardziej znaną pozostałością po pałacu są jego ogrody; przemodelowane stanowią Parque del Buen Retiro.
Pałac Buen Retiro wykorzystywali Filip IV i Karol II go jako miejsce odpoczynku, Filip V i Ferdynand VI jako główną rezydencję, za Karola III i Karola IV stracił na znaczeniu.
W dekoracji aktywnie uczestniczyli: Velázquez, Zurbarán, Rubens, Claude Lorrain, Nicolas Poussin, Luca Giordano i inni. W pałacowym teatrze wystawiano sztuki pióra Calderóna de la Barci i Lope de Vegi. Pomnik konny Filipa IV, zdobiący jeden z dziedzińców, powstał przy udziale Galilieusza.
Do czasu budowy Wersalu (ukończonego w 1690 r.) Palacio del Buen Retiro i Escorial były największymi kompleksami pałacowymi świata.

## Historia
Filip IV miał zwyczaj często przebywać w Kwaterach Królewskich (Cuartel Real), częścią kompleksu Convento de San Jerónimo „el Real”, zbudowanego na potrzeby króla przez Filipa II. Przyczyną tych odwiedzin była prawdopodobnie słabość króla do przechadzek po sąsiedniej posiadłości hrabiego-księcia de Olivares. Dlatego też hrabia-książę w 1630 r. rozpoczął budowę aneksów do Cuartel Real. Ostatecznie kilka dobudowanych pawilonów utworzyło Palacio del Buen Retiro, pałac, który nigdy nie był planowany. Budowa trwała do 1640 r.: ostatecznie pałac składał się z ponad 20 budynków, dwóch dużych placów i wielu ogrodów wokół, które podkreślały jego prywatny charakter. Budynki kompleksu wzniesiono z ciemnej cegły, cenionej w Hiszpanii bardziej od pospolitego w tym kraju piaskowca.
Król spędzał w pałacu tylko kilka dni latem, mimo tego podjęto działania zmierzające do nadania pałacowi takich walorów artystycznych, jakie miał Alcázar, główna rezydencja króla. Mała liczba obrazów na rynku hiszpańskim spowodowała zamawianie obrazów z Rzymu i Neapolu, co wymagało wysiłków wielu ambasadorów (część tych obrazów obecnie znajduje się w Prado). Król Filip IV, słynący z mecenatu nad sztuką, zamawiał też liczne obrazy u wielkich artystów hiszpańskiego Złotego Wieku. Podczas gdy Alkazar spełniał głównie funkcje administracyjne jako siedziba rządu, rad oraz aparatu biurokratycznego, Buen Retiro był przeznaczony na rozrywki i przyjemności królewskie. Odbywały się tutaj widowiska teatralne, inscenizowane bitwy morskie i inne potyczki wodne na obszernym sztucznym jeziorze oraz walki byków.
Gdy do Madrytu przybył pierwszy Burbon, Filip V (1701 r.), osiadł w Alcázarze, jednak wkrótce przeniósł się do Palacio del Buen Retiro, który swymi ogrodami być może przypominał mu miejsca jego dzieciństwa: pałace w Wersalu i Marly. Pałac jednak nie przypominał architektonicznie pałaców francuskich, stąd król zawezwał głównego architekta Wersalu, Roberta de Cotte, do przebudowy. Ten orzekł, że lepiej byłoby zbudować pałac ex novo. Przedstawił dwa projekty, lecz żaden z nich nie doczekał się realizacji z powodu pustego skarbca po wojnie o sukcesję oraz przez przybycie włoskiej żony króla, Elżbiety Farnese, co ograniczyło wpływy francuskie na dworze hiszpańskim. Para królewska zadowoliła się odnowieniem wnętrz. Prace remontowe prowadzono wtedy także w Alcazarze, więc część kolekcji królewskiej przeniesiono do Buen Retiro, dzięki czemu ocalała ona z pożaru Alcazaru w 1734 r. Pożar ten stał się przyczyną ustanowienia Buen Retiro główną siedzibą królewską. Po objęciu tronu przez Karola III władca oficjalnie zamieszkał w pałacu (1759 r.), jednak za nim nie przepadał; wolał mieszkać w innych rezydencjach wokół miasta, a gdy nowy pałac królewski w miejscu Alcazaru został ukończony, przeniósł się do niego (1764 r.).
Pałac Buen Retiro powoli tracił funkcje dworskie: jego obrazy zostały rozmieszczone w innych rezydencjach królewskich, a w 1767 r. po raz pierwszy jego ogrody otwarto dla szerszej publiki. Równolegle z upadkiem pałacu nastąpiły ważne zmiany w jego otoczeniu, które przybrało formę Salón del Prado (dzisiejsze Paseo del Prado), przy którym ufundowano różne instytucje naukowe, takie jak: Królewski Ogród Botaniczny (1781), Królewski Gabinet Historii Naturalnej (1785, obecne Muzeum Prado), czy Królewskie Obserwatorium (1790). W początku XIX w. rezydencję można było zwiedzać za opłatą (podobnie jak wiele innych niezamieszkałych rezydencji królewskich w Europie). Kiedy w marcu 1808 r. do Madrytu wkroczyły wojska napoleońskie, Ferdynand VII urządził im kwatery w Pałacu Buen Retiro. Józef I Bonaparte rozpoczął fortyfikację tego miejsca.
Gdy w 1812 r. wojska napoleońskie zaczęły opuszczać Madryt, pałac został zbombardowany przez wojska brytyjskie. Grabieże dokonane przez miejscową ludność dopełniły zniszczenia. Dachy pałacu przeciekały, brakowało drzwi i okien, ogrody zarosły dziką roślinnością. Dwa budynki zaadaptowano do nowych potrzeb: w Casón del Buen Retiro urządzono młyn, a w Salón de Reinos – magazyn oliwy i alkoholu. Ostatecznego zniszczenia dokonało wysadzenie przez wojska angielskie fabryki porcelany. W 1816 r. rozpoczęto wyburzanie, a w 1865 r. królowa Izabela II sprzedała działkę państwu.

### Ogród

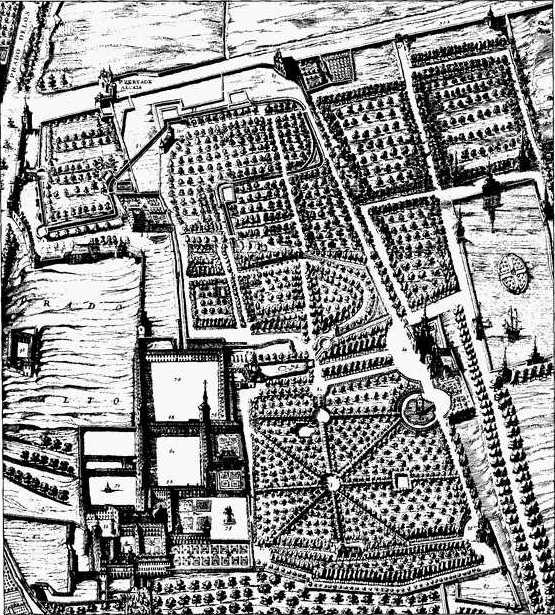
Założenie pałacowe Buen Retiro w 1656 r.

Ogród wraz z parkiem zajmował obszar około 145 hektarów. Autorem projektu ogrodów był Cosme Lotti, scenograf Wielkiego Księcia Toskanii, który przybył do Madrytu w 1626 r. Ogrody pałacowe tworzyły zróżnicowaną mozaikę ogrodów w stylu włoskim, sadów i stawów. Wyróżniały się Ogród Księcia (Jardin del Príncipe), Ogród Króla (Jardin del Rey) oraz Ogród Królowej (Jardin de la Reina), a także Ogród Ośmiokątny (Jardin Ochavado), Kurnik (El gallinero) i Wielki Staw (El Estanque Grande) oraz liczne pawilony.
Ogród Ośmiokątny z ośmioma alejami prowadzącymi do umieszczonej centralnie okrągłej gloriety był obsadzony krzewami różanymi, morwami i pigwami. Staw de las Campanillas z wyspą pośrodku był używany do widowisk, natomiast sławny Kurnik służył jako miejsce gdzie trzymano egzotyczne ptaki, zwłaszcza z Afryki. Wśród budowli parkowych znajdowała się Kaplica św. Pawła (Ermita de San Pablo) położona wśród fontann ze wspaniałą fasadą w stylu rzymskiego manieryzmu autorstwa Giovanniego Battisty Crescenzi. Malarz królewski, Diego Velázquez, namalował do kaplicy obraz pt. „Opat Antoni odwiedza pustelnika Pawła” (1640). Olbrzymi Wielki Staw o powierzchni 445 658 m² (1006 stóp długości i 443 stóp szerokości), był przeznaczony na najwspanialsze i największe widowiska – bitwy morskie na galerach z małej floty królewskiej (lub na gondolach), zabawy morskie ze sztucznymi ogniami itp. Wspaniałe były również sady, każdy poświęcony innemu świętemu: Janowi, Magdalenie, Hieronimowi, Brunonowi, Izydorowi, Antoniemu i Pawłowi. Nie należy zapomnieć o labiryncie i Sali drwin (Sala de Burlas).

## Zachowane fragmenty pałacu
Główną pozostałością kompleksu pałacowego jest ogród: Parque del Buen Retiro stanowi około połowę oryginalnego założenia, lecz swoim układem i małą architekturą w ogóle do niego nie nawiązuje.

### Salón de Reinos
Salón de Reinos, czyli Salon Królestw, niegdysiejsza główna sala audiencyjna, w latach 1847–2010 mieściła Muzeum Wojskowe (Museo de Artillería, później zwane Museo del Ejército). W listopadzie 2016 r. rozstrzygnięto konkurs na renowację, w ramach której zostanie usunięta XIX-wieczna fasada celem odsłonięcia fasady z czasów Habsburgów. Prace remontowe ruszyły w marcu 2020 r. Dekoracja Salonu Królestw powstała w latach 30. XVII w. to jedno z najważniejszych osiągnięć hiszpańskiego Złotego Wieku. Król Filip IV zatrudnił do tej pracy takich artystów jak Velázquez, Zurbarán, Antonio de Pereda, Juan Bautista Maíno, Félix Castelo, Eugenio Cajés, Juseppe Leonardo oraz florentczyk Vicente Carducho.

### Salón de Baile

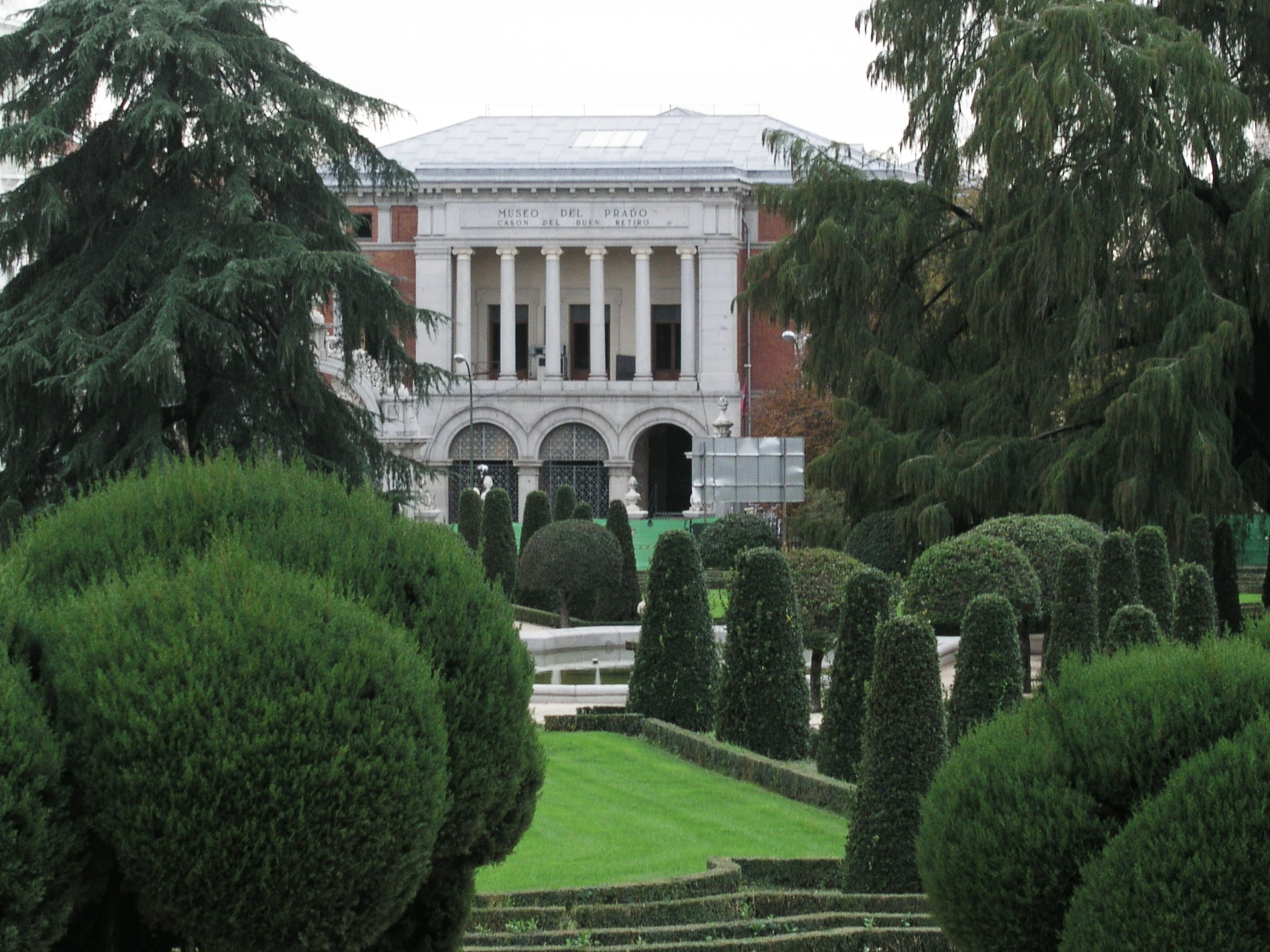
Casón del Buen Retiro

Salón de Baile (Sala Balowa), dziś zwany Casón del Buen Retiro, od lat 70. XIX w. był miejscem przechowywania kolekcji sztuki XIX-wiecznej Muzeum Prado. Podczas remontu muzeum w 2007 r. w Casón del Buen Retiro urządzono Centro de Estudios – Centrum Studiów nad kolekcją muzealną Prado.
Budynek ten, zbudowany w 1637 r. według projektu Alonso Carbonela, zawiera salę balową (Salón de Baile) o długości 25 m. Ta wysoka sala, przedzielona balkonem w połowie wysokości, była niewątpliwie wzorowana na architekturze Kaplicy sykstyńskiej. Jej sklepienie dekorował wspaniałymi freskami, przedstawiającymi „Alegorię Orderu Złotego Runa” (Alegoría del Toisón de Oro), Luca Giordano na polecenie króla Carlosa Nawiedzonego. Poddany króla Hiszpanii, neapolitański artysta Giordano, został wezwany przez króla do wykonania dekoracji sklepienia głównej klatki schodowej i bazyliki w Eskurialu (1692-1694). Następnie dekorował gabinet i sypialnię królewską pałacu w Aranjuez, by około 1697 r. rozpocząć pracę nad sklepieniem sali balowej pałacu Buen Retiro.
Dzieło miało za zadanie gloryfikację monarchii hiszpańskiej i króla Hiszpanii jako wielkiego mistrza Orderu Złotego Runa. Upamiętnia fundację orderu przez księcia Burgundii i jego zaszczepienie jako symbolu potęgi i wielkości Hiszpanii przez Karola I.

### Pomnik Filipa IV

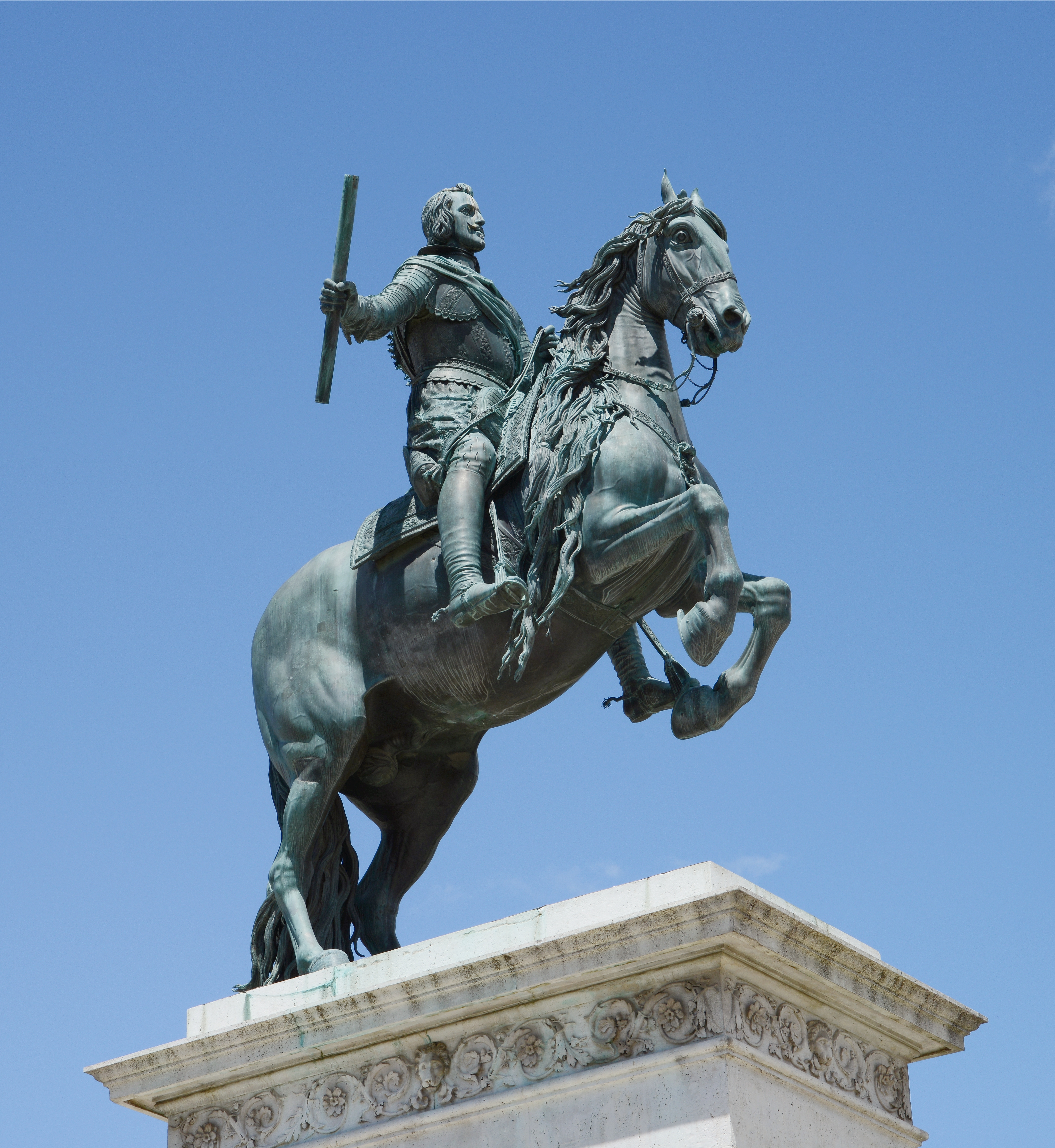
Pomnik Filipa IV, przeniesiony po zburzeniu pałacu na Plaza de Oriente

Statua została wykonana pomiędzy 1634 a 1640 r. przez włoskiego rzeźbiarza Pietro Taccę (1577-1640). Za wzór posłużyły obrazy Velazqueza, przedstawiające króla na koniu i w półpostaci, oraz popiersie Filipa IV autorstwa Juana Martíneza Montañésa, wysłane do Florencji, gdzie miał swoją pracownię Tacca.
Rzeźbiarz zaangażował do pracy nad pomnikiem wybitnego fizyka Galileusza. Dokonał on stosownych obliczeń, dzięki którym możliwe stało się wykonanie statui, gdzie koń staje dęba i tym samym cały ciężar opiera się na jego tylnych nogach. Galileusz zaproponował, by metal, z którego odlano nogi konia, był pełny z tyłu, zaś wydrążony z przodu, co pozwoliło zachować równowagę.
Pomnik stał na głównym dziedzińcu pałacu w tzw. ogrodzie królowej. Po śmierci króla Filipa IV pomnik ustawiono na placu przed fasadą Starego Alkazaru w Madrycie, by za rządów Don Juana José de Austria przywrócić go na pierwotne miejsce, gdzie przetrwał do 1843 r. Wtedy to zgodnie z życzeniem królowej Izabeli II pomnik został ustawiony na Plaza de Oriente przed wschodnią fasadą pałacu królewskiego w Madrycie.

### Obrazy namalowane do Buen Retiro

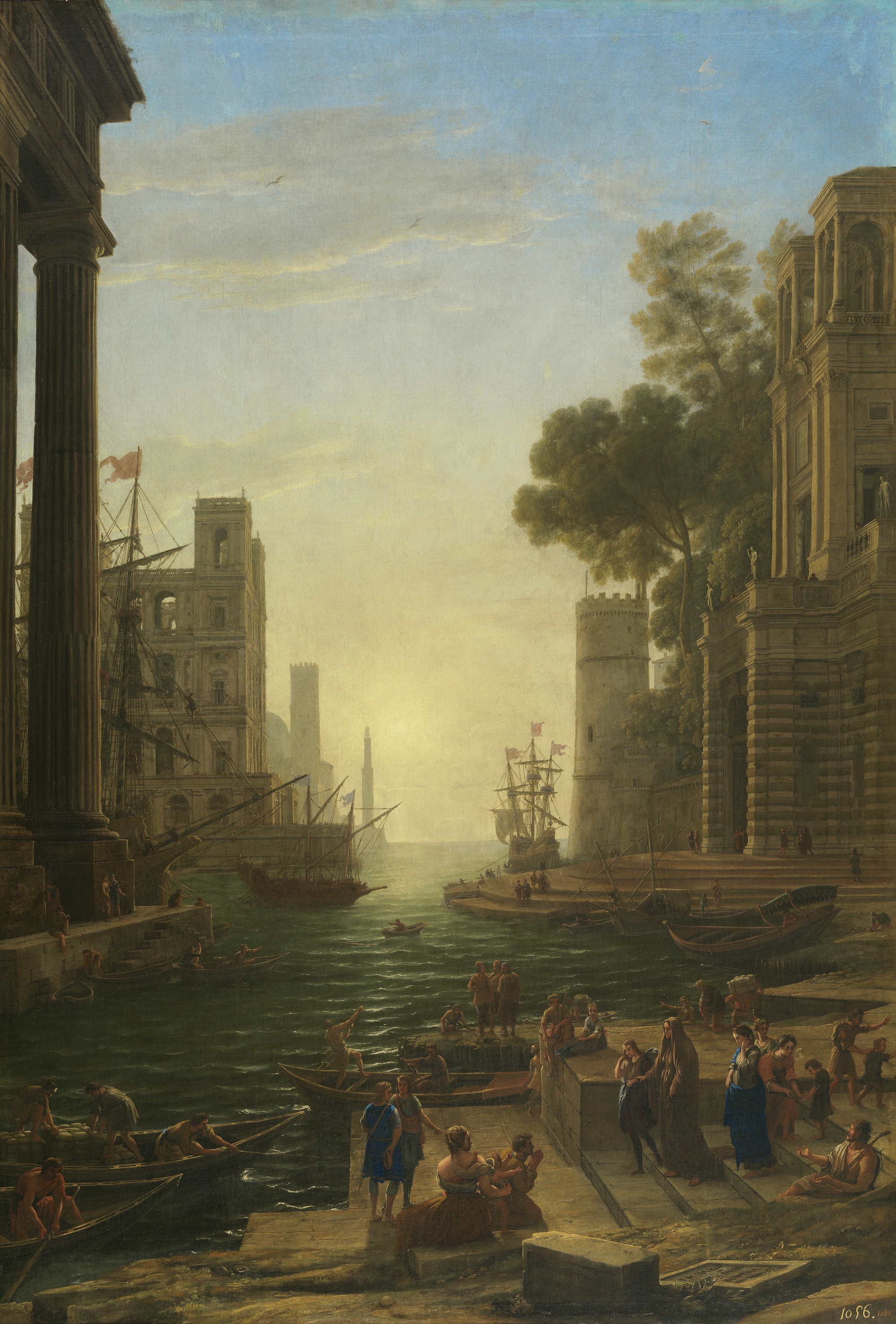
Krajobraz z barkami w Ostia Antica, Claude Lorrain
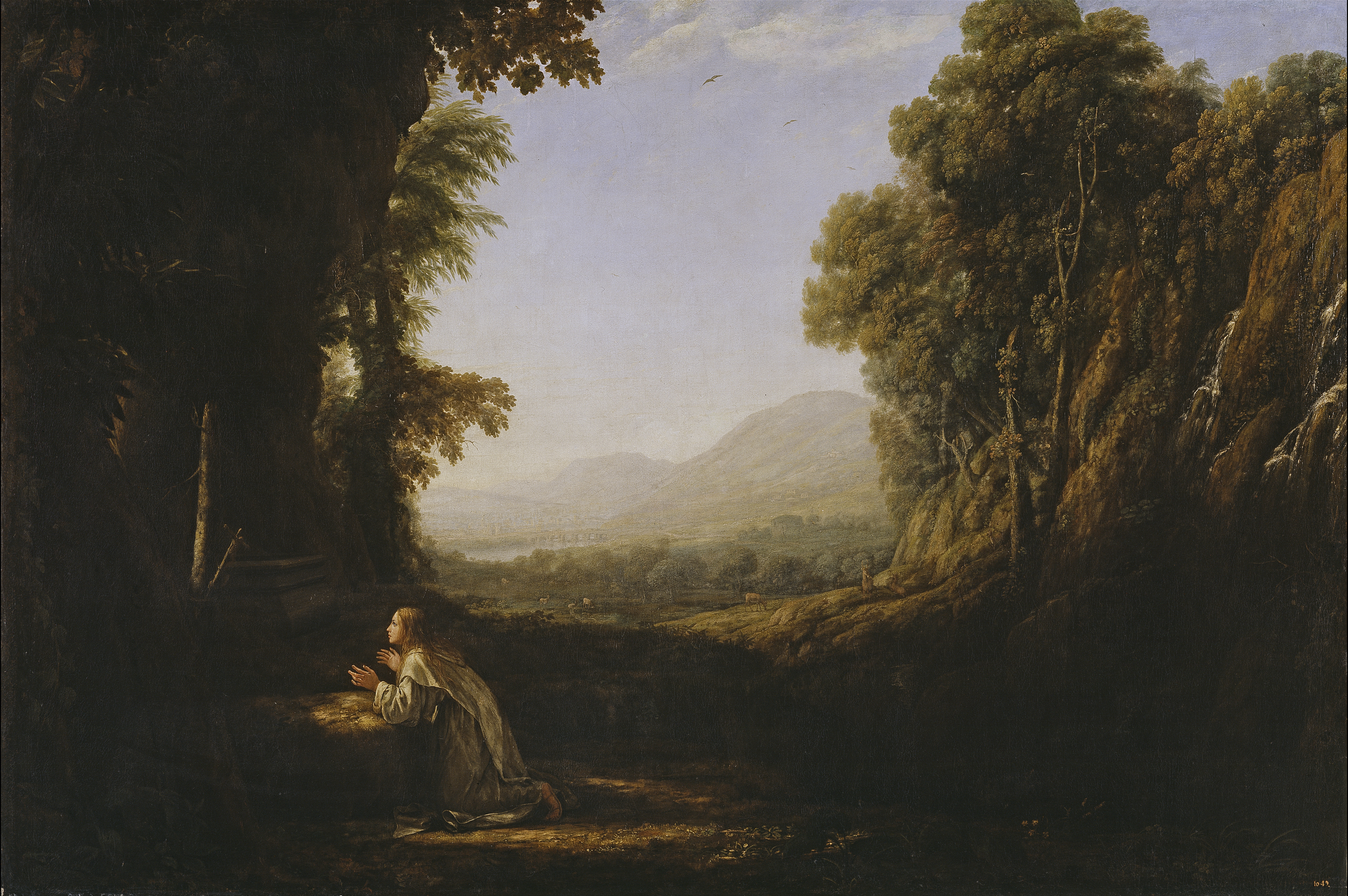
Krajobraz ze św. Marią Magdaleną, Claude Lorrain
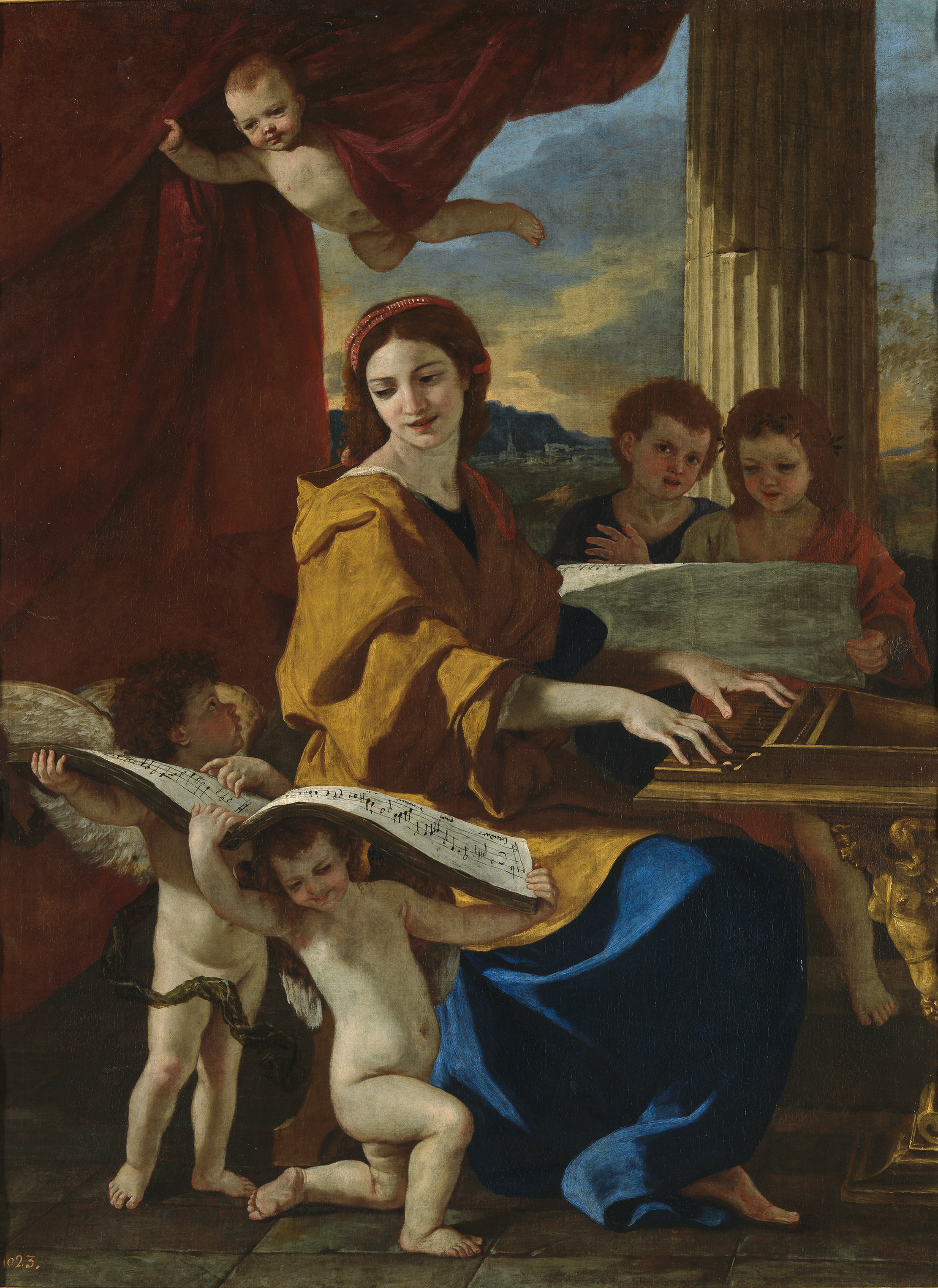
Święta Cecylia, Nicolas Poussin
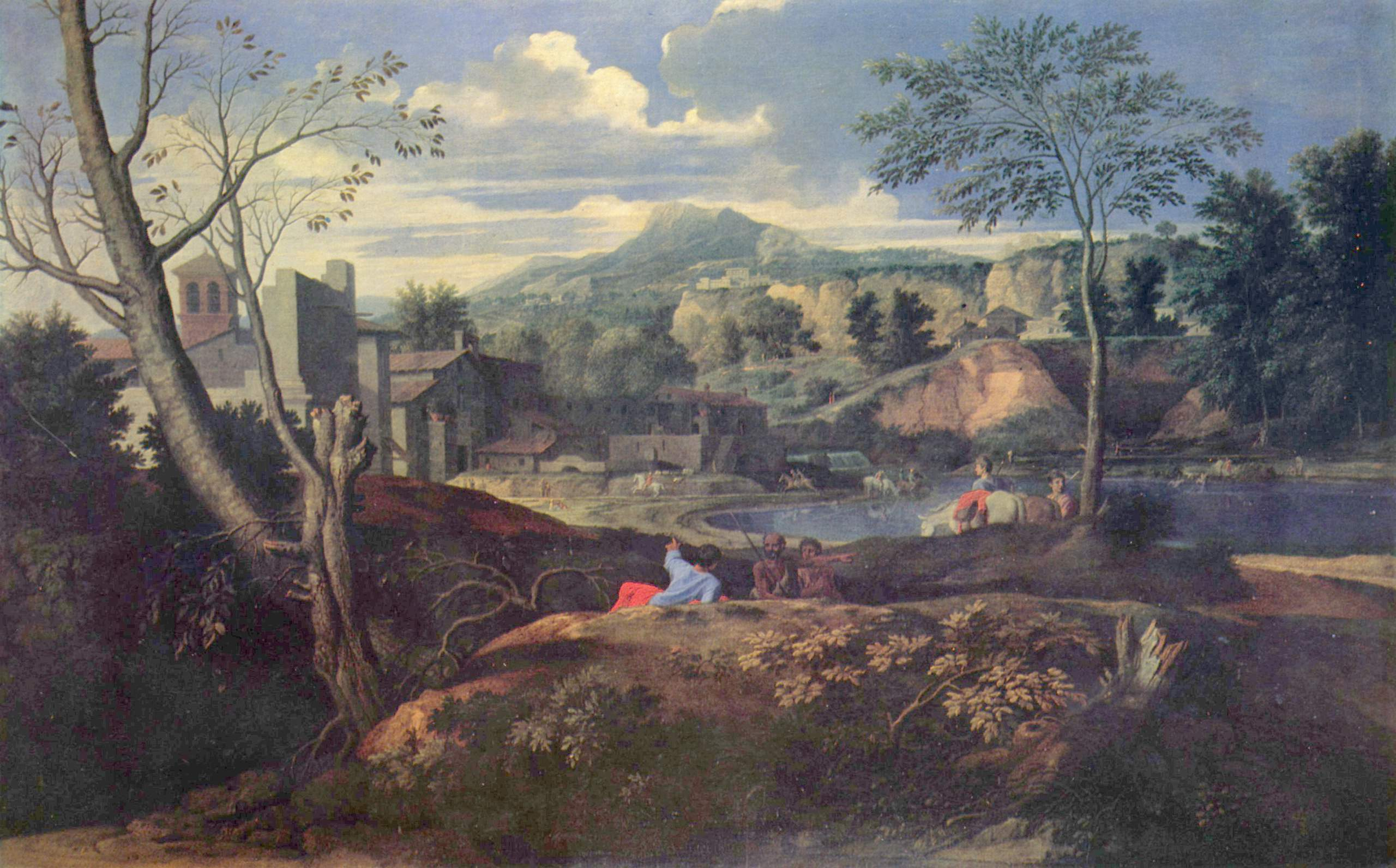
Krajobraz idylliczny, Nicolas Poussin
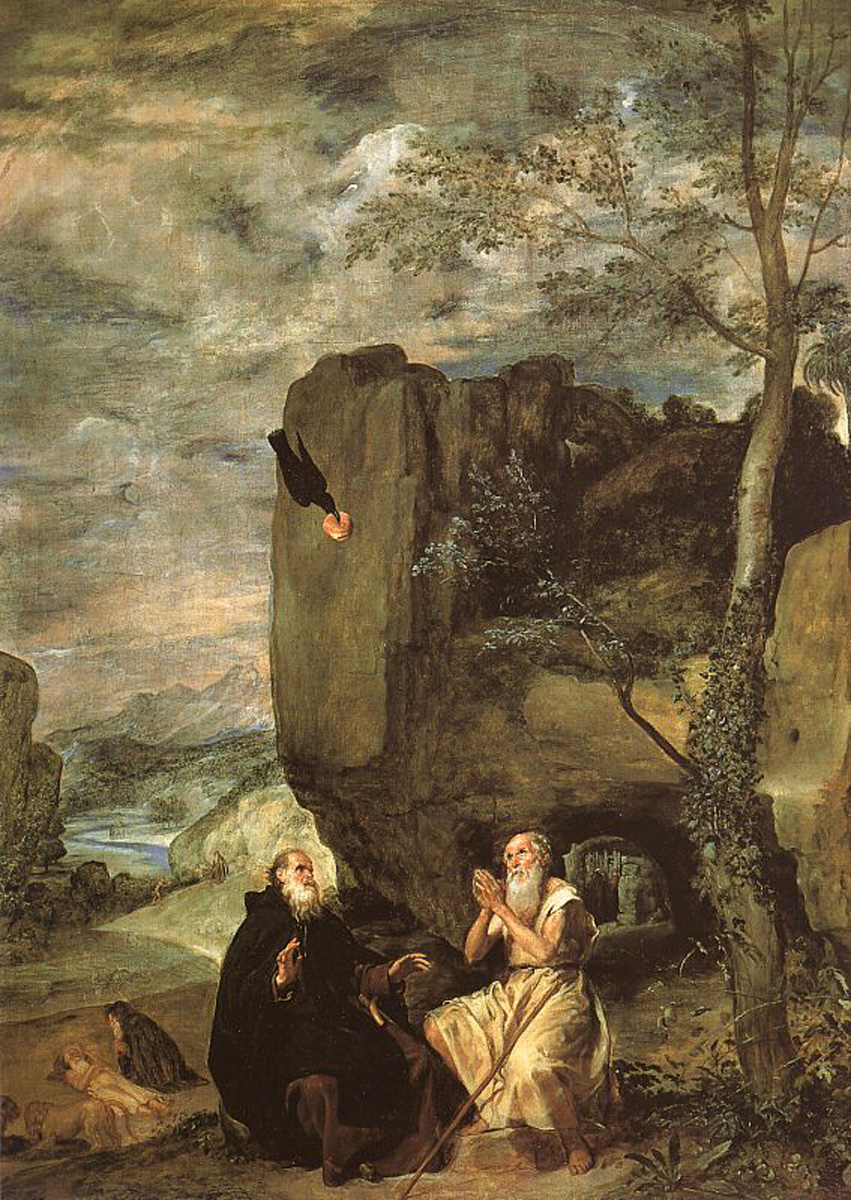
Opat Antoni odwiedza pustelnika Pawła, Diego Velázquez
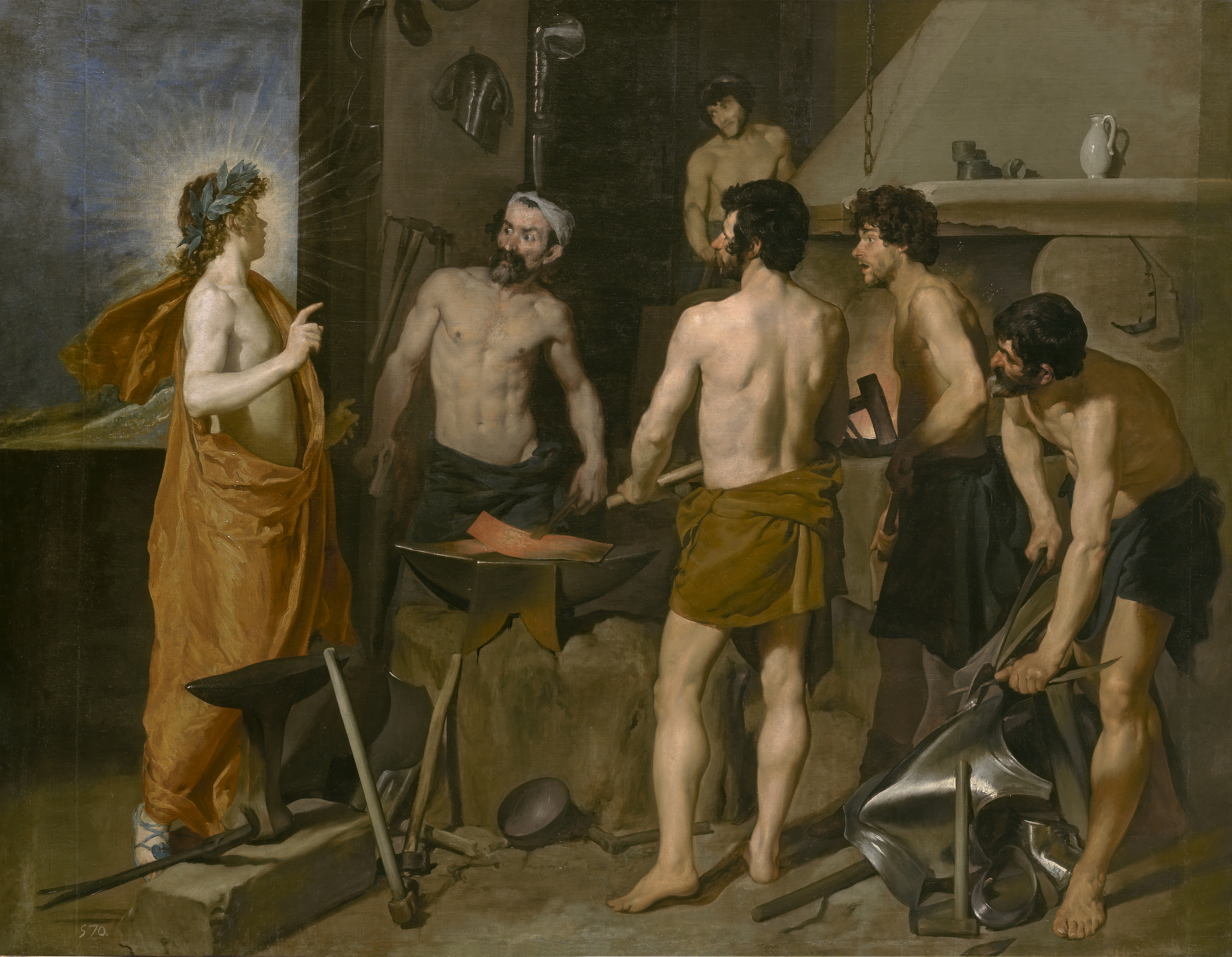
Kuźnia Wulkana, Diego Velázquez
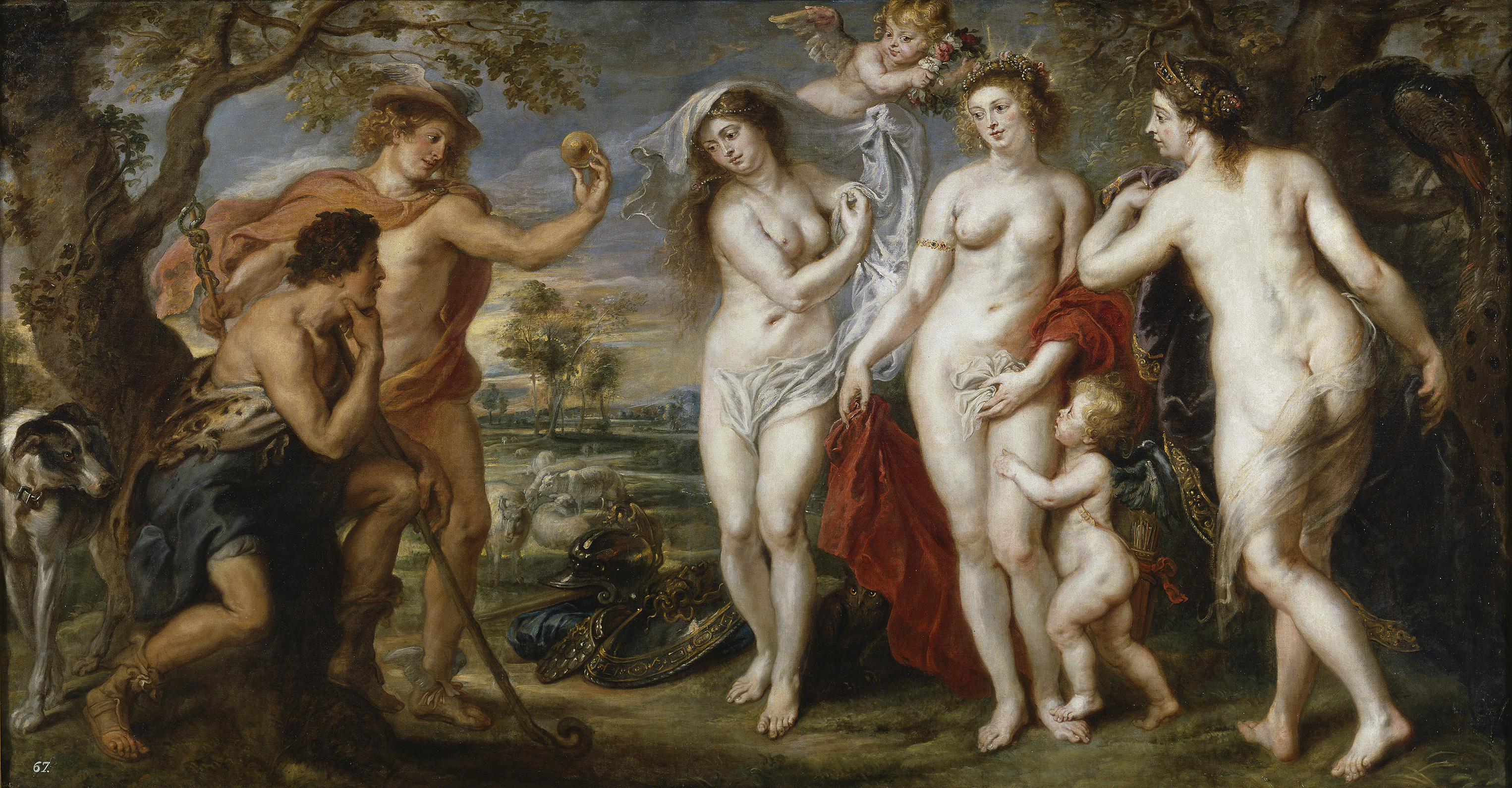
Sąd Parysa, Peter Paul Rubens

## Pałac w sztuce
Diego de Covarrubias y Leyva w swojej antologii „Elegie na pałac królewski Buen Retiro” (Elegios al Palacio Real del Buen Retiro), przyrównał go do siedmiu cudów świata. Z kolei Calderón de la Barca w swej sztuce teatralnej „Nowy pałac w Retiro” (El nuevo palacio del Retiro), napisanej dla uświetnienia uroczystości Bożego Ciała w 1634 r., przyrównał budynek do kompleksu świątyni Salomona, zaś jego ogrody określił jako odzwierciedlenie raju. Inny wielki literat Złotego Wieku, Lope de Vega, poświęcił kilka utworów tej niezwykłej budowli: Un edifico hermoso / que nació como Adan joven perfecto (Piękny budynek który powstał niczym Adam młody i doskonały).